# سيدر زيتون
سيدر زيتون (1982-) هي مغنية فلسطينية، تعيش في الرينة في قضاء الناصرة، ولدت في يافا، زوجها الفنان رامي زيتون ووالدها الفنان خميس حبيب جبران.

## حياتها ونشأتها
سيدر زيتون وُلِدَتْ في مدينةِ يافا، وأكملت دراسَتهَا الإبتذائيَّة والثانويَّة فيها، تابعت دراستهَا في الجامعةِ العبريَّةِ في القدس وحصلت منها على اللقبِ الأول، في موضوع العمل الإجتماعي في مدينةِ حيفا.
تزوجت من الفنان رامي زيتون وهو عازف وملحن وموزع وأستاذ موسيقى، وهي أم لولدين، طوني 16 سنة، وسامي 14 سنة، وتسكن مع زوجها وولديها في مدينةِ حيفا، لها العديدُ من الأغاني الجديدةِ والناجحةِ، شاركت في العديدِ من المهرجاناتِ المحليَّةِ وخارج البلاد، مثل؛
- مهرجان جرش العالمي ومهرجان الفحيص في الأردن.
- مهرجان موازين بالمغرب.

## أعمالها
غنت بالعديد من اللغات وبعض اللهجات العربية، تعاونت مع عدة شعراء أهمهم الراحل سميح القاسم والدكتور جريس نعيم خوري والشاعر الإماراتي عبيد حارب والشاعرة الأميرة السعودية سارة بنت فهد آل سعود، والعديد من الشعراء من العراق وسوريا ولبنان. أهداها الفنان اللبناني إلياس الرحباني أغنية من كلماته وألحانه وتوزيعه.
تم إطلاق البوم «أعيش اشتياقاً» في مايو 2016 في بيروت. جميع الأغاني فيه من أشعار سميح القاسم الذي كتب لها «إذن خطي» قبيل وفاته بشهرين باختيار ما تشاء من قصائده.
تعاونت الفنانة سيدر في ألبومها الأخير «أعيش اشتياقا» مع أهم الملحنين اللبنانيين المايسترو إحسان المنذر والفنان الشامل مروان خوري والفنان الفلسطيني رامي زيتون، كما وشاركها الغناء في إحدى القصائد المطرب اللبناني معين شريف.